# Жижица
Жижица (рус. Жижица) малена је река која протиче преко источних делова Куњског рејона на крајњем југозападу Псковске области (на западу европског дела Руске Федерације). Десна је притока реке Западне Двине и део басена Балтичког мора. Дужина њеног тока је око 25 km.
Свој ток започиње као отока Жижичког језера, иако се у неким изворима као место њеног настанка сматра нешто мање језеро Жакто које се налази нешто јужније. У горњем делу тока тече у смеру југоистока, а потом лагано скреће ка истоку и тај правац тока задржава све до села Прилуки код којег поново скреће ка североистоку. У доњем делу тока тече у пограничном подручју са Западнодвинским рејоном Тверске области где се и улива у Западну Двину.
На њеној десној обали код села Јамишче налази се археолошки локалитет из позног неолита.